# カタジナ・ポウェチ
カタジナ・ポウェチ（Katarzyna Połeć、女性、1989年2月13日 - ）は、ポーランドのバレーボール選手。ポジションはミドルブロッカー。元ポーランド代表。

## 来歴
- クラブチーム

ウストカ出身。2009年、Czarni Słupskへ入団。2011年、Eliteski AZS UEKへ移籍し、2年間プレーした。2013/14シーズンはパワツ・ブィドゴシュチュでプレーした。2014年6月、LTSレギオノヴィア・レギオノヴォへの移籍が発表され、2014/15シーズンのタウロンリーガでは6位となった。2017年、2部リーグのヴィスワ・ワルシャワへ加入し、3年間プレーした。2019/20シーズンの途中からグルパ・アゾティ・チェミック・ポリツェへ移籍し、2020/21、2021/22シーズンのタウロンリーガでは連覇を果たし、欧州チャンピオンズリーグに出場した。2023年6月、UNIオポレへ移籍し、2023/24シーズンのタウロンリーガでは7位となった。
- 代表チーム

2013年にポーランド代表に初選出される。同年のエリツィン杯で代表デビューした。2014年、ワールドグランプリに出場した。同年のヨーロッパリーグでは銅メダルを獲得した。

## 球歴
- ワールドグランプリ - 2014年

## 所属クラブ
- Czarni Słupsk（2008-2011年）
- Eliteski AZS UEK（2011-2013年）
- パワツ・ブィドゴシュチュ（2013-2014年）
- LTSレギオノヴィア・レギオノヴォ（2014-2017年）
- ヴィスワ・ワルシャワ（2017-2020年）
- グルパ・アゾティ・チェミック・ポリツェ（2020-2023年）
- UNIオポレ（2023-）